# 陕甘宁边区政府
陕甘宁边区政府（简称边区政府）是1937年至1950年间，由國民政府及中國共產黨領導管辖陕甘宁边区的自治性地方政府。
第二次国共内战末期，随着解放军的军事胜利，边区辖区日渐扩大。至1949年10月，中华人民共和国开国大典之时，边区政府被视为西北地区的最高行政领导机关。1950年1月，新政府正式撤销边区政府，在其基础上建立西北军政委员会。

## 正式成立
中国学界对陕甘宁边区政府的具体成立时间，有两种主流说法，一是，边区政府训令所称，中华苏维埃人民共和国中央政府西北办事处（简称西北办事处）于1937年9月20日改组为国民政府领导下的边区政府；二是，边区政府主席林伯渠在工作报告中所述，边区苏维埃政府于1937年9月6日更名改制，成为国民政府领导下的政府机构。
1937年9月9月，中华苏维埃人民共和国中央政府的机关报——第390期《新中华报》开始使用“陕甘宁边区政府机关报”的报头。但当年11月中旬前，边区政府仍使用中华苏维埃人民共和国中央政府西北办事处的名称，在文件上加盖“中华苏维埃中央临时政府驻西北办事处”的印章。11月中旬，开始启用“陕甘宁边区政府印”。

## 机构设置

### 边区政府机构
1937年9月，边区政府成立初期尚用西北办事处的机构设置。有内务部、财政部、国民经济部、教育部和秘书处等。当年10月，上述各部依次改组为民政厅、财政厅、建设厅、教育厅。这是仿照了国民政府省政府的行政机构设置。不同之处，边区有农工厅、审计处的设置。此外，有办公厅、工商厅、企业厅、农业厅（含水利局）；粮食局、税务局、邮政管理局、工业局、合作指导局、卫生署、保安处；边区银行、边区政府机关委员会等机构设置。
在1937年时，法院由边区政府领导。设有陕甘宁边区高等法院。
边区政府秘书处下属的交际处是负责边区外事和统一战线工作的机构。业务上，最初由中共中央组织部领导，后划归中共中央办公厅领导。交际处源自西北办事处所设置的外交部。1949年6月以后，改为陕北行政公署招待所。
1939年，《陕甘宁边区政府组织条例》除去农工厅、法院的设置。

### 地方行政机构
最初，中华苏维埃共和国行政区划的层级设定为：省、县、区、市、乡。市、乡为基层行政区。1935年，中共中央将陕甘宁苏区划分为陕北省、陕甘省，以及神府、三边、关中特区。1937年间，为消除与国民政府的政治对立，取消省、特区的设置，改为分区。设立陕北东、西分区以及陕甘宁分区。1937年9月12日，边区政府取消陕北东、西分区。各县由边区政府直接领导。11月9日，边区政府设置三边分区。同时，陕甘宁分区改称庆环分区。分区在此后，成为边区行政的正式行政层级。是为边区、分区、县、区、乡五级。分区行政机构称行政督察专员公署，为边区政府的代表机构。区的行政机构称区公署，为县政府的“助理”机构。故整个边区的行政层级为“三级两辅”。
1949年起，随着解放军在第二次国共内战中的军事胜利，西北解放区迅速扩大，当年2月，设置晋南行政区、晋西北行政区。5月，设置陕北行政区。至此，边区政府下辖四个专员公署（分区）、三个行政公署（行政区）。面积19万平方公里，人口830余万。同月，解放军攻占西安，成立西安市人民政府和宝鸡市政府。西安市亦由边区管辖。

## 备注
1. ↑  依据任中和文章[1]的观点，1949年至1950年期间，西北地区分为五省，即陕西省（1950年1月新置省政府）、甘肃省、宁夏省、青海省、新疆省。
2. ↑  任中和的文章[1]指出，《新中华报》为五日刊，故在边区政府成立的1937年9月6日没有出版。